# Coupe du monde de baseball
Cet article traite de la compétition masculine. Pour la compétition féminine, voir Coupe du monde féminine de baseball.
Ne doit pas être confondu avec Classique mondiale de baseball.
La Coupe du monde de baseball était une compétition amateur internationale mettant aux prises les sélections nationales sous l'égide de la Fédération internationale de baseball (IBAF). Présentée la première fois en 1938 et disparue en 2011, cette compétition s'est jouée tous les deux ans de 1974 à 2011, excepté en 1992 et 1996, années olympiques. Auparavant la compétition était annuelle. Deux éditions eurent lieu en 1973 après la création de la Federación Mundial de Béisbol Amateur (FEMBA) issue d'une scission à l'intérieur de l'IBAF. La Coupe du monde de baseball a été supprimée en faveur d'une expansion d'une compétition professionnelle : le Classique mondial de baseball.
La dernière coupe du monde s'est déroulée au Panama, du 1er au 15 octobre 2011. Les Pays-Bas ont remporté leur premier titre en battant Cuba en finale.

## Histoire
Les Coupes du monde disputées avant la Seconde Guerre mondiale furent reclassées comme coupes du monde a posteriori. Il s'agissait à l'origine d'un simple tournoi international.
La sélection cubaine écrase le palmarès avec 20 victoires dans l'épreuve sur 27 possibles depuis 1952. Toutefois, les États-Unis ont remporté deux des trois dernières éditions de l'épreuve.

## Format de compétition
Pour les dernières éditions, la compétition se tenait en deux phases : une phase de qualification par continent et une phase finale impliquant seize sélections nationales. La phase finale se déroulait sur une dizaine de jours sous forme de tournoi avec phase de poules (deux groupes de huit) puis phase à élimination directe : quarts de finale, demi-finales et finale sur un seul match.
En 2011 la compétition concerne 16 sélections nationales. Dans la 1re phase les équipes sont réparties en deux groupes de huit équipes. Les quatre premiers de chaque groupe avancent au second tour.
Dans la 2e phase, chaque équipe affronte les sept autres dans un round robin.
Enfin en phase finale, les deux meilleurs se disputent la finale, les autres jouant des matchs de classement.

## Palmarès
| Année        | Lieu                   | Équipes |                  | Or               | Argent           | Bronze |
| ------------ | ---------------------- | ------- | ---------------- | ---------------- | ---------------- | ------ |
| 1938 Détails | Royaume-Uni            | 2       | Royaume-Uni      | États-Unis       | -                |        |
| 1939 Détails | Cuba                   | 3       | Cuba             | Nicaragua        | États-Unis       |        |
| 1940 Détails | Cuba                   | 7       | Cuba             | Nicaragua        | États-Unis       |        |
| 1941 Détails | Cuba                   | 9       | Venezuela        | Cuba             | Mexique          |        |
| 1942 Détails | Cuba                   | 5       | Cuba             | Rép. dominicaine | Venezuela        |        |
| 1943 Détails | Cuba                   | 4       | Cuba             | Mexique          | Rép. dominicaine |        |
| 1944 Détails | Venezuela              | 8       | Venezuela        | Mexique          | Cuba             |        |
| 1945 Détails | Venezuela              | 6       | Venezuela        | Colombie         | Panama           |        |
| 1947 Détails | Colombie               | 9       | Colombie         | Porto Rico       | Nicaragua        |        |
| 1948 Détails | Nicaragua              | 8       | Rép. dominicaine | Porto Rico       | Colombie         |        |
| 1950 Détails | Nicaragua              | 12      | Cuba             | Rép. dominicaine | Venezuela        |        |
| 1951 Détails | Mexique                | 11      | Porto Rico       | Venezuela        | Cuba             |        |
| 1952 Détails | Cuba                   | 13      | Cuba             | Rép. dominicaine | Porto Rico       |        |
| 1953 Détails | Venezuela              | 11      | Cuba             | Venezuela        | Nicaragua        |        |
| 1961 Détails | Costa Rica             | 10      | Cuba             | Mexique          | Venezuela        |        |
| 1965 Détails | Colombie               | 9       | Colombie         | Mexique          | Porto Rico       |        |
| 1969 Détails | République dominicaine | 11      | Cuba             | États-Unis       | Rép. dominicaine |        |
| 1970 Détails | Colombie               | 12      | Cuba             | États-Unis       | Porto Rico       |        |
| 1971 Détails | Colombie               | 10      | Cuba             | Colombie         | Nicaragua        |        |
| 1972 Détails | Colombie               | 16      | Cuba             | États-Unis       | Nicaragua        |        |
| 1973 Détails | Cuba                   | 8       | Cuba             | Porto Rico       | Venezuela        |        |
| 1974 Détails | États-Unis             | 9       | États-Unis       | Nicaragua        | Colombie         |        |
| 1976 Détails | Colombie               | 11      | Cuba             | Porto Rico       | Japon            |        |
| 1978 Détails | Italie                 | 11      | Cuba             | États-Unis       | Corée du Sud     |        |
| 1980 Détails | Japon                  | 12      | Cuba             | Corée du Sud     | Japon            |        |
| 1982 Détails | Corée du Sud           | 10      | Corée du Sud     | Japon            | États-Unis       |        |
| 1984 Détails | Cuba                   | 13      | Cuba             | Taïwan           | États-Unis       |        |
| 1986 Détails | Pays-Bas               | 12      | Cuba             | Corée du Sud     | Taïwan           |        |
| 1988 Détails | Italie                 | 12      | Cuba             | États-Unis       | Taïwan           |        |
| 1990 Détails | Canada                 | 12      | Cuba             | Nicaragua        | Corée du Sud     |        |
| 1994 Détails | Nicaragua              | 16      | Cuba             | Corée du Sud     | Japon            |        |
| 1998 Détails | Italie                 | 16      | Cuba             | Corée du Sud     | Nicaragua        |        |
| 2001 Détails | Taïwan                 | 16      | Cuba             | États-Unis       | Taïwan           |        |
| 2003 Détails | Cuba                   | 15      | Cuba             | Panama           | Japon            |        |
| 2005 Détails | Pays-Bas               | 18      | Cuba             | Corée du Sud     | Panama           |        |
| 2007 Détails | Taïwan                 | 16      | États-Unis       | Cuba             | Japon            |        |
| 2009 Détails | Europe                 | 22      | États-Unis       | Cuba             | Canada           |        |
| 2011 Détails | Panama                 | 16      | Pays-Bas         | Cuba             | Canada           |        |

## Bilan par nation
| Rang | Pays             | Or | Argent | Bronze | Total |
| ---- | ---------------- | -- | ------ | ------ | ----- |
| 1    | Cuba             | 25 | 4      | 2      | 31    |
| 2    | États-Unis       | 3  | 7      | 4      | 14    |
| 3    | Venezuela        | 3  | 2      | 4      | 9     |
| 4    | Colombie         | 2  | 2      | 2      | 6     |
| 5    | Corée du Sud     | 1  | 5      | 2      | 8     |
| 6    | Porto Rico       | 1  | 4      | 3      | 8     |
| 7    | Rép. dominicaine | 1  | 3      | 2      | 6     |
| 8    | Royaume-Uni      | 1  | 0      | 0      | 1     |
| 8    | Pays-Bas         | 1  | 0      | 0      | 1     |
| 10   | Nicaragua        | 0  | 4      | 5      | 9     |
| 11   | Mexique          | 0  | 4      | 1      | 5     |
| 12   | Japon            | 0  | 1      | 5      | 6     |
| 13   | Taïwan           | 0  | 1      | 3      | 4     |
| 14   | Panama           | 0  | 1      | 2      | 3     |
| 15   | Canada           | 0  | 0      | 2      | 2     |